# Henri Jaubert
Pour les articles homonymes, voir Jaubert.
Henri Auguste Jaubert, né à Digne-les-Bains le 21 mai 1860 et mort à Périgueux le 28 juin 1936, est un peintre et aquarelliste français.

## Biographie
Henri Auguste Jaubert né le 21 mai 1860 à Digne-les-Bains est le fils de Pierre Jaubert, ferblantier, et de Marguerite Hortense Courenq. Il est le frère cadet de Melchior Jaubert qui lui enseigne le dessin et la peinture. Il expose au salon des artistes français de 1884 à 1889 ainsi qu'aux expositions régionales à Avignon ou à Périgueux. En 1887 il succède à son frère au poste de professeur de dessin à l'école municipale de dessin de Digne. À partir de 1891 il enseigne également au lycée Gassendi puis en 1891 au lycée de jeunes filles. Ces enseignements ayant été effectués à titre gratuit, il sera promu le 9 août 1929 chevalier de la légion d'Honneur.

## Œuvres
- Musée de Digne : Les eaux chaudes aux bains thermaux à Digne en été, Bords du Madaric à Digne.
- Musée d'Alès : Tête de bœuf écorché.